# Maurício Aparecido Maciel Leal
Maurício Aparecido Maciel Leal (Jandira, Brasil, 11 de junio de 1987) es un futbolista de Brasil. Juega de defensor y su equipo actual es el KS Flamurtari Vlorë de la Kategoria Superiore albanesa.

## Clubes
| Club                | País      | Año           | PJ | Goles |
| ------------------- | --------- | ------------- | -- | ----- |
| Bragantino          | Brasil    | 2009 - 2011   | 21 | 5     |
| Oeste               | Brasil    | 2011 - 2012   | 10 | 0     |
| Grêmio Barueri      | Brasil    | 2013 - 2014   | 54 | 3     |
| Nacional AM         | Brasil    | 2015          | 8  | 0     |
| Uniclinic           | Brasil    | 2016          | 5  | 0     |
| Sriwijaya FC        | Indonesia | 2016          |    |       |
| KS Flamurtari Vlorë | Albania   | 2017-presente | 11 | 0     |